# ウラジーミル・リャホフ
ウラジーミル・アファナシエヴィチ・リャホフ (ロシア語: Владимир Афанасьевич Ляхов、1941年7月20日 - 2018年4月20日）はソビエト連邦の宇宙飛行士。
1967年5月5日に宇宙飛行士に選抜され、ソユーズ32号、ソユーズT-9、ソユーズTM-6に搭乗した。宇宙滞在時間は累計で333日7時間47分である。1994年9月7日に引退。
既婚者で子供が二人いる。
2018年4月20日、アストラハンにて死去。76歳没。